# Позбавлення волі в Україні
Позба́влення во́лі  — кримінальне покарання в Україні, яке полягає в ізоляції засудженого від суспільства та поміщенні його до кримінально-виконавчої установи. Є одним із найсуворіших кримінальних покарань, знаходиться між обмеженням волі та довічним позбавленням волі. Може бути призначене за більшість злочинів, передбачених Кримінальним кодексом України на термін від одного до п'ятнадцяти років, а за сукупністю вироків — до двадцяти п'яти років.

## Історія

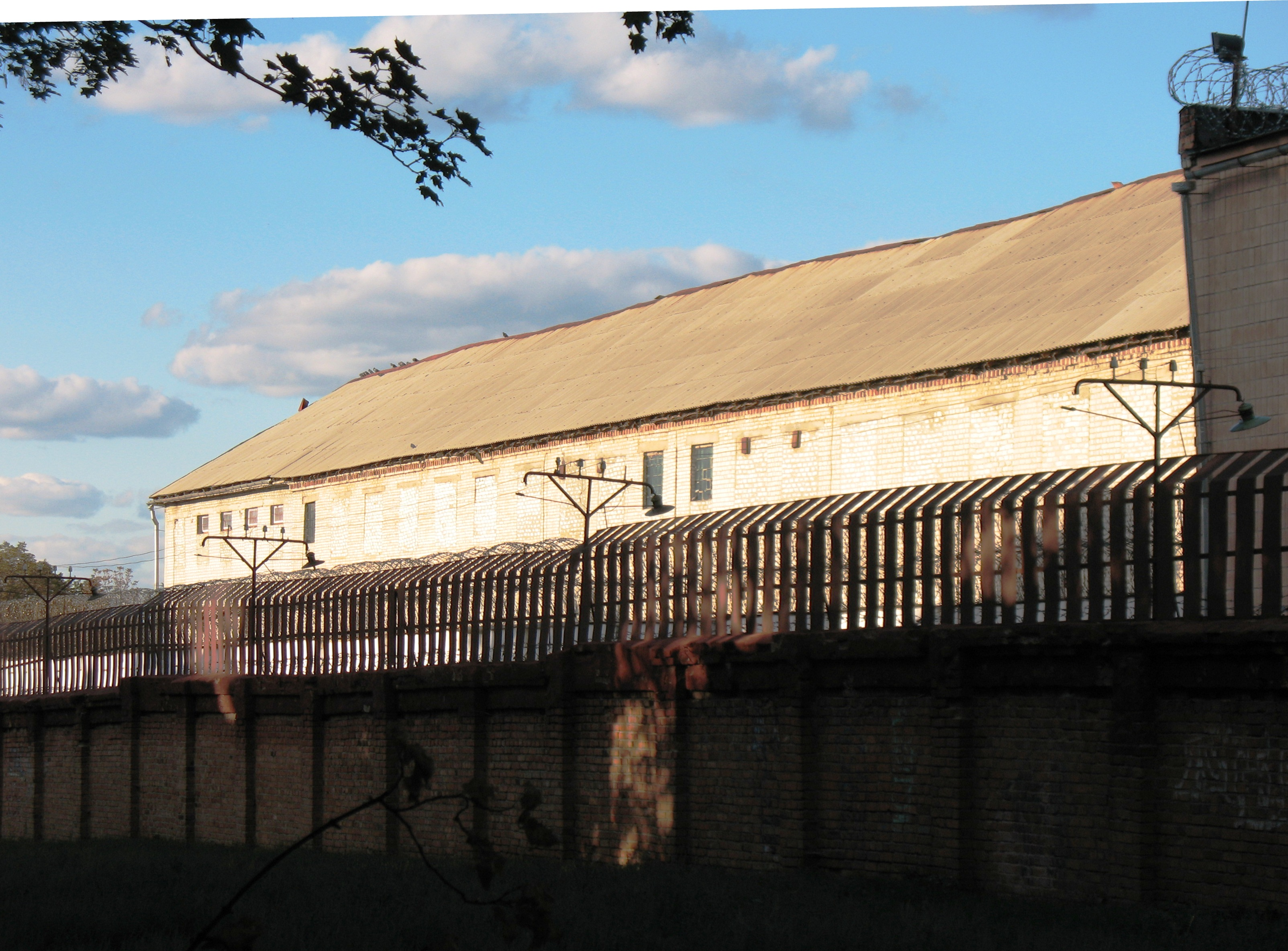
Огорожа виправної колонії

1 квітня 1961 року набрав чинності Кримінальний кодекс Української РСР, за яким було законодавчо встановлено такі види покарань, як позбавлення волі на строк від 3 місяців до 15 років, довічне позбавлення волі, смертна кара. Відповідно до Основ виправно-трудового законодавства Ради РСР та союзних республік, що набрали чинності з 1 листопада 1970 року, місцями позбавлення волі було визнано:
- виправно-трудові колонії загального, посиленого, суворого, особливого режимів, колонії-поселення;
- тюрми (загального і суворого режимів);
- виховно-трудові колонії звичайного і посиленого режимів для неповнолітніх.

З 1991 року почалися суттєві зміни в кримінально-виконавчому законодавстві. Було прийнято ряд законів, за якими покращувалися умови відбування покарання. У 1992 році було скасовано такі види покарання, як заслання і вислання. Було збільшено кількість статей кримінального кодексу, за які призначається покарання у виді колонії-поселення. 30 червня 1993 року було прийнято Закон про попереднє ув'язнення. 27 серпня 1994 року Верховна Рада України прийняла Закон «Про внесення змін в законодавчі акти України щодо врегулювання деяких питань, пов'язаних з умовами відбування покарання». Відповідно до нього: введена відстрочка відбування покарання для вагітних жінок; додано можливість відпустки для жінок із дітьми; дозволені телефонні розмови; дозволено деяким засудженим витрачати гроші, отриманні за переказами; дозволені платні медичні консультації тощо.
У квітні 2001 року було затверджено новий Кримінальний кодекс України, який замінив Кримінальний Кодекс Української РСР. У цьому кодексі відсутнє покарання у вигляді смертної кари. Також у ньому присутні основні принципи демократії та гуманізму, визнання людини як найвищої цінності, введено нові види покарань, а саме громадські роботи, арешт, обмеження волі (останні два покарання — як альтернатива звичайному позбавленню волі), значно знижена кількість статей, за які може бути призначено конфіскацію майна тощо. У 2004 році почав діяти Кримінально-виконавчий кодекс України, що замінив Виправно-трудовий кодекс.

## Призначення покарання
Позбавлення волі у Кримінальному кодексі України призначається за більшість злочинів як єдине та як альтернативне покарання. Цей вид покарання може застосовуватися з деякими уточненнями до всіх груп населення. У разі звільнення від покарання позбавлення волі може бути замінено будь-яким іншим покаранням.

### Строки позбавлення волі

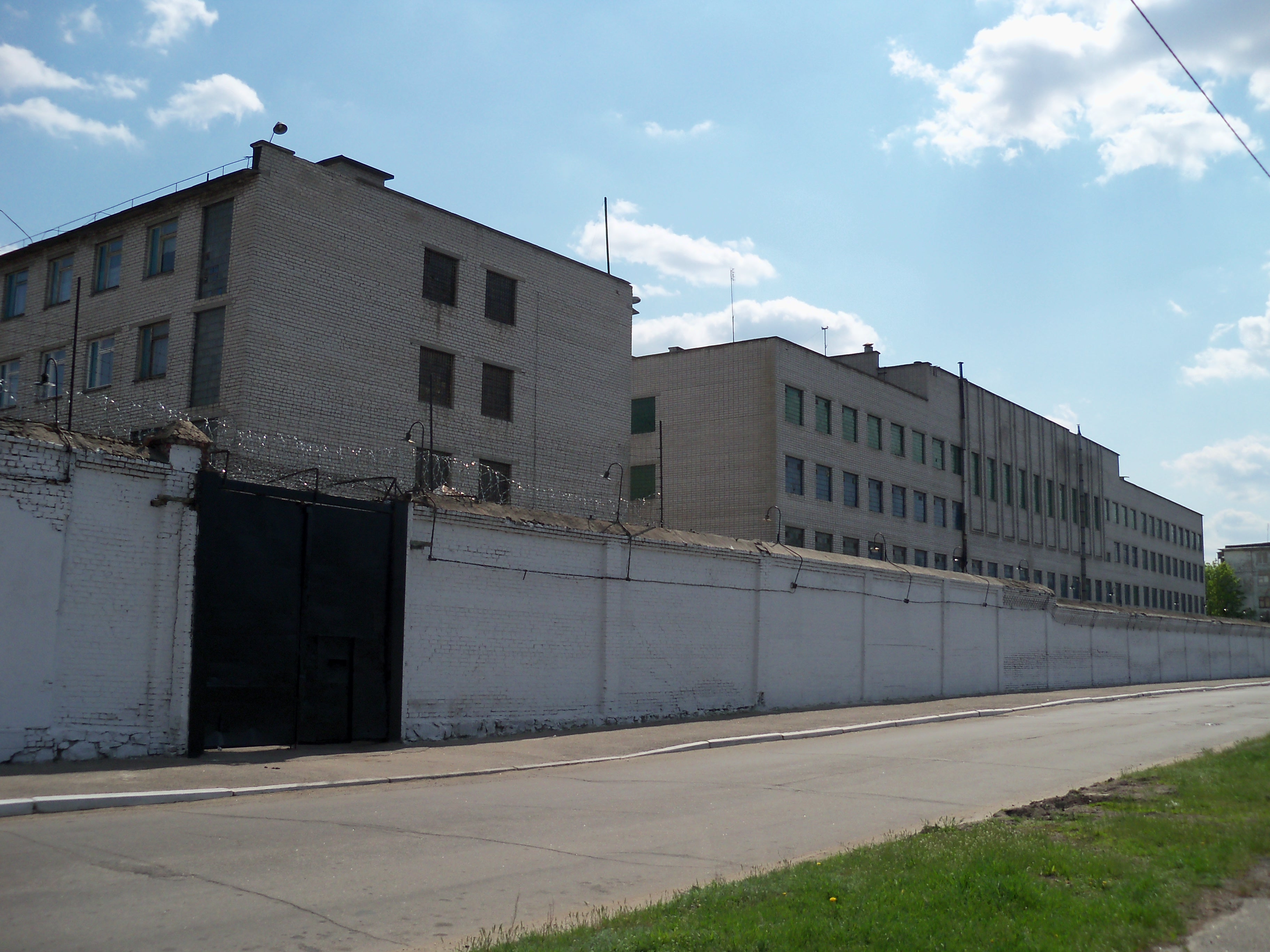
Фотографія Кременчуцької виховної колонії

Позбавлення волі призначається на строк від одного до п'ятнадцяти років. Залежно від того, яка верхня межа строку позбавлення волі (поряд з верхньою межею штрафу) передбачена в санкції статті Особливої частини Кримінального кодексу, розрізняються нетяжкі (до 5 років), тяжкі (до 10 років) та особливо тяжкі (до 15 років) злочини. Позбавлення волі на необмежений термін називається довічним і розглядається як окреме покарання.
За сукупністю вироків строк позбавлення волі може перевищувати п'ятнадцять років і становити максимум 25 років. Це можливе, якщо один із вироків призначено за особливо тяжкий злочин.
Якщо судом буде застосоване більш м'яке покарання, ніж передбачено санкцією статті (частини статті) Особливої частини Кримінального кодексу, строки складаються так: одному дню позбавлення волі відповідають: 1 день тримання в дисциплінарному батальйоні військовослужбовців, 1 день арешту, 2 дні обмеження волі, 3 дні службових обмежень для військовослужбовців, 3 дні виправних робіт, 8 годин громадських робіт. Строк тримання під вартою теж зараховується до строку позбавлення волі з розрахунку день за день.
До неповнолітніх застосовуються знижені строки позбавлення волі (надалі — ПВ) за злочини різної тяжкості:
- за нетяжкий злочин  — до 4 років ПВ;
- за тяжкий злочин — до 7 років ПВ;
- за особливо тяжкий злочин — до 10 років ПВ, а в разі, якщо він поєднаний з умисним вбивством, — до 15 років ПВ.

За сукупністю злочинів чи вироків остаточне покарання не може перевищувати 15 років.

## Виконання вироку
Вирок суду набирає законної сили через тридцять діб після його оголошення (або після ухвалення рішення судом апеляційної інстанції, якщо його не скасовано). Після цього вирок у триденний строк звертається до виконання. Під вартою засуджені направляються до колонії відбування покарання, вид якої визначає Державна кримінально-виконавча служба України. Між набранням вироку законної сили та безпосереднім етапом до колонії засуджені мають право на короткострокове побачення з близькими родичами. При переміщенні їм надаються одяг, взуття та харчування. Переміщення відбувається за рахунок держави. Під час етапу чоловіки, жінки, неповнолітні, підслідні по одній справі, засуджені, які раніше працювали у правоохоронних органах, органах юстиції, прокуратури або суді, засуджені до довічного позбавлення волі, хворі на туберкульоз легенів чи психічно хворі транспортуються окремо.
За певних обставин засуджених може бути залишено в слідчому ізоляторі — тимчасово чи для відбування покарання (окремі деталі відбування покарання у СІЗО див. у відповідній статті).
Після прийняття засуджених до виправних і виховних колоній адміністрація колонії протягом трьох діб повідомляє про це суд. На кожного засудженого адміністрація заводить особову справу та інформаційну картку, де зазначаються відомості про особу, вчинений злочин, назву суду, що постановив вирок, дату і час прибуття до колонії та звільнення з неї.

## Режим у колоніях

### Правила тримання

Коридор у колонії

У колоніях встановлюється роздільне тримання чоловіків і жінок, неповнолітніх і дорослих, вперше засуджених до ПВ і тих, що раніше відбували покарання у виді ПВ; засуджені до довічного позбавлення волі, засуджені, яким покарання у виді смертної кари замінено ДПВ; засуджені за здійснення та поширення злочинного впливу, організацію та участь у злочинному зібранні; окремо утримуються також чоловіки, вперше засуджені до ПВ за злочини, вчинені з необережності, колишні працівники правоохоронних органів, юстиції, прокуратури чи суду.
Весь строк засуджений відбуває покарання в одній виправній або виховній колонії. Переведення засудженого до іншої виправної чи виховної колонії допускається за наявності обставин, які свідчать про неможливе подальше перебування засудженого в даній колонії.
У колоніях створюються дільниці карантину, діагностики і розподілу, ресоціалізації, посиленого контролю. У виправних колоніях мінімального і середнього рівнів безпеки створюються також дільниці соціальної реабілітації, а у виховних колоніях — також дільниці соціальної адаптації. Вони ізолюються одна від одної. У дільницях карантину, діагностики і розподілу тримаються всі новоприбулі засуджені. Там вони протягом 14 діб піддаються повному медичному обстеженню, первинному психолого-педагогічному та іншому вивченню. На основі результатів складається індивідуальна програма соціально-виховної роботи. До дільниці ресоціалізації направляються засуджені, які були направлені з інших дільниць та які не виявили стійкої схильності до порушення установленого порядку відбування покарання. У разі вчинення двох або більше злісних порушень установленого порядку відбування покарання засуджені можуть триматися в дільниці посиленого контролю. Там вони тримаються в умовах, які на рівень вищі за відповідний рівень безпеки колонії. Там з ними проводяться заходи, передбачені спеціальною індивідуальною програмою. У дільниці соціальної адаптації із засудженими проводиться програма з підготовки їх до звільнення. У дільниці соціальної реабілітації (так звані колонії-поселення) тримаються засуджені до ПВ за необережні злочини, нетяжкі злочини, засуджені, переведені з дільниці ресоціалізації. Тут вони мають деякі додаткові права та привілеї.
У залежності від поведінки засудженого, його ставлення до праці та навчання він може бути переведений з колонії одного виду в колонію іншого виду.

### Порядок відбування покарання
Режимом у виправних і виховних колоніях називається встановлений порядок виконання і відбування покарання, який забезпечує ізоляцію засуджених, нагляд за ними, виконання покладених на них обов'язків, реалізацію їх прав і інтересів, безпеку засуджених і персоналу, роздільне тримання різних категорій, різні умови тримання, зміну умов тримання. Він має зводити до мінімуму різницю між умовами життя в колонії та на волі.
Засуджені, їхні речі, одяг, місця проживання підлягають обшуку та огляду. Засуджені мають носити одяг єдиного зразка. Підстави для проведення позачергового огляду, перелік і кількість предметів, які дозволяється мати при собі тощо визначаються нормативно-правовими актами Міністерства юстиції України (насамперед Правилами внутрішнього розпорядку установ виконання покарань з додатками).
У колоніях адміністрація має право користуватися аудіовізуальними, електронними та технічними засобами для попередження втеч, інших злочинів, порушень порядку відбування покарання. Відповідно до закону в колоніях може проводитися і оперативно-розшукова діяльність. У разі настання особливих умов (стихійне лихо, епідемія, аварія, масові заворушення, введення надзвичайного чи воєнного стану в районі розташування колонії тощо) у колонії встановлюється посилений нагляд за засудженими. В особливо складних випадках буйства, злісної непокори чи іншої агресивної поведінки з боку засуджених до них можуть застосовуватися фізична сила, спеціальні засоби, гамівна сорочка або зброя.

### Виховний вплив на засуджених
Із засудженими до ПВ проводиться соціально-виховна робота — цілеспрямована діяльність персоналу органів і установ виконання покарань та інших інститутів для виправлення і ресоціалізації засуджених. Вона спрямована на формування і закріплення в засуджених прагнення до заняття суспільно корисною працею, сумлінного ставлення до праці, дотримання вимог законів та моральних стандартів, підвищення загальноосвітнього і культурного рівнів. Участь засуджених у виховних заходах враховується при визначенні ступеня їх виправлення, при застосуванні заходів заохочення і стягнення. У колоніях проводиться моральне, правове, трудове, естетичне, фізичне та санітарно-гігієнічне виховання засуджених.

#### Забезпечення реалізації конституційних прав засуджених
У колоніях забезпечуються доступність і безоплатність загальної середньої освіти. Також у колоніях створюються умови для самоосвіти. У виховних колоніях утворюються середні загальноосвітні школи трьох ступенів. Для засуджених, які не мають професії, створюються курси професійного навчання робітників на виробництві. Організація навчання засуджених регулюється законами України «Про освіту», «Про загальну середню освіту», «Про професійно-технічну освіту». У період проходження Державної підсумкової атестації засуджені звільняються від роботи. Навчання засуджених заохочується і враховується при визначенні ступеня їхнього виправлення.
Засуджені можуть створювати самодіяльні організації. Участь у них є добровільною; соціально корисна активність заохочується, враховується при визначенні ступеня виправлення засудженого, але додатковими пільгами він не користується і від роботи не звільняється.
Засуджені мають право на свободу віросповідання, якщо це не суперечить забезпеченню ізоляції та громадської безпеки, право на зустрічі зі священнослужителями-капеланами. Богослужіння та релігійні обряди проводяться за проханням засуджених або за зверненням релігійної організації. Адміністрація колонії сприяє у запрошенні священнослужителів, бере участь у визначенні місця, часу та умов проведення богослужіння чи інших релігійних обрядів, не висловлюючи при цьому свого ставлення до релігійної конфесії. Засуджені мають право на користування релігійною літературою. Засуджені не мають права ухилятися від своїх обов'язків, посилаючись на релігійні переконання.
Засуджені мають право розпоряджатися вільним часом на власний розсуд. Тривалість вільного часу становить не менше двох годин на добу.

### Заходи заохочення і стягнення

Качанівська колонія: санвузол

За сумлінну поведінку, ставлення до праці, навчання, активну участь у самодіяльних організаціях до засуджених можуть застосовуватися такі заходи заохочення:
- подяка;
- нагородження похвальною грамотою;
- присвоєння почесного звання;
- грошова премія;
- нагородження подарунком;
- переведення на поліпшені умови тримання;
- надання додаткового короткострокового або тривалого побачення;
- надання дозволу на виїзд осіб за межі колонії для відвідування рідних до семи діб (лише для засуджених, які тримаються в дільниці соціальної реабілітації)
- дострокове зняття раніше накладеного стягнення;
- дозвіл додатково витрачати гроші для придбання продуктів харчування та предметів першої необхідності в сумі до п'ятнадцяти відсотків мінімального розміру заробітної плати;
- збільшення тривалості прогулянки до двох годин.

Застосування цих заходів має на меті здійснення виховного впливу на засуджених. Засуджені, які стали на шлях виправлення або сумлінною поведінкою, ставленням до праці/навчання довели своє виправлення, можуть у встановленому законом порядку бути представлені до заміни невідбутої частини покарання більш м'яким або до умовно-дострокового звільнення від відбування покарання.
За порушення встановленого порядку відбування покарання до засуджених можуть застосовуватися такі заходи стягнення:
- попередження;
- догана;
- сувора догана;
- грошовий штраф до двох мінімальних розмірів заробітної плати;
- скасування поліпшених умов тримання;
- поміщення засуджених у дисциплінарний ізолятор на строк: чоловіків — до чотирнадцяти діб, жінок — до десяти діб;
- поміщення засуджених, які тримаються у приміщеннях камерного типу виправних колоній максимального рівня безпеки, в карцер на строк до чотирнадцяти діб;
- переведення засуджених до приміщення камерного типу (одиночної камери) на строк до трьох місяців; не застосовується до засуджених, які тримаються у виправних колоніях мінімального рівня безпеки з полегшеними умовами тримання.

## Умови відбування покарання

### Права та обов'язки засуджених
Засуджені мають право: одержувати всю необхідну інформацію, користуватися всіма необхідними послугами; брати участь у трудовій діяльності; отримувати медичну допомогу і лікування; розпоряджатися грошовими коштами, майном; відправляти та отримувати листи, передачі, посилки та бандеролі, грошові перекази; листуватись з особами поза колоніями, користуватись мобільним телефоном та інтернетом; право на побачення; подавати пропозиції, заяви та скарги; брати участь у роботі самодіяльних організацій; користуватися предметами першої необхідності, літературою, продуктами харчування, пресою; розпоряджатися вільним часом; право на освіту та правову допомогу; тощо.
Засуджені зобов'язані: дотримуватися норм, які визначають порядок й умови відбування покарання; утримувати в чистоті і порядку житлове приміщення; виконувати всі законні вимоги персоналу колонії; виконувати необхідні роботи, дотримуватися санітарно-гігієнічних норм, вимог пожежної безпеки та безпеки праці.
Засудженим забороняється: самовільно залишати колонію; спілкуватися з особами з порушенням правил ізоляції; розпоряджатися грошима, предметами, майном, які заборонені для використання; відчужувати майно, що перебуває в особистому користуванні; заподіювати собі тілесні ушкодження з метою ухилення від відбування покарання або виконання обов'язків; завдавати шкоду державному, комунальному майну та майну інших засуджених; вживати спиртні напої, наркотичні засоби, психотропні речовини; чинити опір законним діям персоналу колонії; грати в настільні чи інші ігри з метою отримання матеріальної вигоди; вживати нецензурну лексику, давати прізвиська; самовільно залишати призначену для перебування територію, приміщення чи робоче місце; змінювати без дозволу адміністрації спальні місця; тримати тварин; наносити татуювання; приготовляти і вживати їжу, а також палити у невстановлених місцях; виготовляти, зберігати саморобні електричні прилади та користуватись ними; порушувати встановлений порядок одержання і надсилання кореспонденції; змінювати конструктивні елементи будівель і споруд колонії; мати при собі предмети і речі в асортименті та кількості понад ті, що дозволено законодавством.

### Придбання предметів

Бібліотека в колонії

Засуджені мають право купувати продукти харчування, одяг, взуття, білизну і предмети першої потреби на гроші, зароблені в колонії, а деякі категорії — ще й за гроші з інших джерел (наприклад, передані близькими родичами). Засудженим, які не працюють (але й не ухиляються від праці) може бути дозволено придбавати вказані речі і на гроші, одержані за переказами. Інші особливості придбавання продуктів і предметів першої потреби визначаються КВК України та Правилами внутрішнього розпорядку установ виконання покарань.
Засуджені мають право одержувати в бандеролях, посилках і передачах, а також купувати за рахунок коштів, які є на їхніх особистих рахунках літературу, письмове приладдя, пресу. Дозволяється мати не більше 10 примірників книг; кількість газет і журналів не обмежується.

### Зв'язок із зовнішнім середовищем
Засудженим надається право на побачення: до 4 годин — короткострокове і до 3 діб тривале. Короткострокові надаються один раз на місяць (засудженим у дільниці соціальної реабілітації і неповнолітнім — без обмежень), а тривалі — один раз на три місяці, на два місяці або щомісяця (залежно від дільниці перебування) із близькими родичами. З фахівцями права кількість і тривалість побачень не обмежується. Утримання сплачує засуджений. Особам, які тримаються у дільниці карантину, діагностики і розподілу, побачення не надаються, крім побачень з адвокатом.
Засудженим надається право на телефоннні розмови, у тому числі з мобільних телефонів, без обмеження їх кількості, але не більше 15 хвилин. Оплачуються з особистих коштів засуджених. Спілкування між засудженими заборонено. Тривалі побачення можуть бути замінені короткостроковими.
Засуджені мають право користуватись інтернетом у встановленому порядку в інтернет-класах або за допомогою планшетів за власний рахунок. На підставі переліку, затвердженого Міністерством юстиції, адміністрація установи складає власний перелік веб-сайтів, до яких надається доступ.
Засудженим, які тримаються у виправних колоніях мінімального рівня безпеки з полегшеними умовами тримання, дільницях соціальної реабілітації виправних колоній мінімального рівня безпеки із загальними умовами тримання та виправних колоній середнього рівня безпеки, та виховних колоніях за виняткових обставин (смерть або тяжка хвороба близького родича, яка загрожує його життю; стихійне лихо, що спричинило значну матеріальну шкоду засудженому чи його родині; необхідність одержання медичної допомоги, якщо її неможливо надати на місці) може бути дозволено короткочасний виїзд за межі колонії строком до 10 діб (сім на місці + три на дорогу). Заява про терміновий виїзд має бути розглянута протягом доби. Дозвіл надається начальником колонії з урахуванням особи засудженого. Час перебування за межами колонії зараховується в строк відбування покарання. Вартість проїзду оплачується самим засудженим або його родичами. Засуджені жінки також мають право на короткочасний виїзд для влаштування дітей у родичів, опікунів чи в дитбудинках тривалістю 13 діб (10 на місці + 3 на дорогу). Крім цього, засуджені, що відбувають покарання у колоніях мінімального рівня безпеки з полегшеними умовами тримання, мають право на щорічний виїзд тривалістю 14 діб.
Засуджені мають право на одержання посилок (передач) і бандеролей без обмежень. Максимальна вага однієї посилки визначається поштовими правилами. Лікарські засоби і вироби для лікування засуджених передаються до медичної частини колонії.
Засуджені мають право на листування (отримання і відправлення телеграм і листів) без обмежень. Листування між засудженими, які не є родичами, дозволяється лише з дозволу адміністрації колонії. Листи підлягають перегляду. Не підлягає перегляду кореспонденція, що передається та отримується з Європейського суду з прав людини, від Уповноваженого Верховної Ради з прав людини, Міжнародного кримінального суду, відповідних органів міжнародних організацій, прокурора, суду чи захисника.
Засуджені мають право без обмеження отримувати та відправляти гроші родичам, а з дозволу адміністрації колонії — і іншим особам. Такі гроші зараховуються на особовий рахунок засудженого.

### Релігійніправа

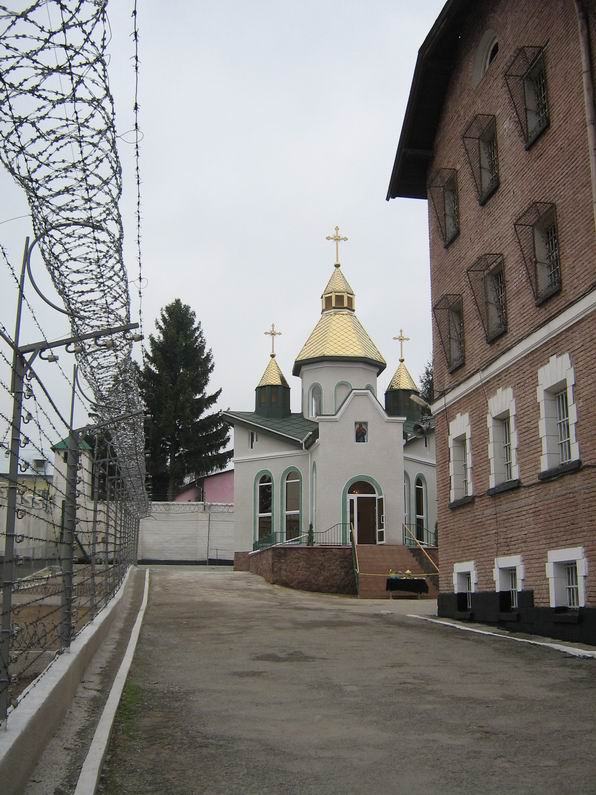
Каплиця Св. Іоана Богослова у Чортківському слідчому ізоляторі

В установах виконання покарань та слідчих ізоляторах Державної кримінально-виконавчої служби України здійснення свободи сповідувати будь-яку релігію або виражати релігійні переконання підлягає тільки тим обмеженням, які є необхідними для забезпечення ізоляції, громадянської безпеки й встановлені Кримінально-виконавчим кодексом України. Позбавлення релігійних прав не може бути використано як дисциплінарне стягнення або покарання.
Релігійна опіка в установах виконання покарань та слідчих ізоляторах є невід'ємною складовою здійснення принципу гуманного поводження з усіма особами, позбавленими волі, поваги до їх людської гідності. Вона базується на дотриманні вимог законодавства України та міжнародних правових документів, а саме:
- Мінімальних стандартних правил поводження з ув'язненими (ст. 41,42, 59, 66.1, 77.1);
- Європейських тюремних правил (ст. 29.1-3; 35.1);
- Міжнародного пакту про громадянські та політичні права (ст. 18);
- Конституції України (ст. 11, 24, 35, 37);
- Кримінально-виконавчого кодексу України (ст. 25);
- Закону України «Про свободу совісті та релігійні організації» (ст. 3, 5, 21);
- Закону України «Про попереднє ув'язнення» (ст. 6, 9).

Керівництво та персонал органів й установ виконання покарань та слідчих ізоляторів забезпечують неприпустимість дискримінації на релігійному ґрунті, дотримуються принципу поваги до релігійних переконань та моральних засад ув'язнених осіб. Вони створюють обстановку, в якій представники релігійних організацій могли б здійснювати релігійну опіку на регулярній та добровільній основі.

### Забезпечення засуджених
Особам, які відбувають покарання у виправних і виховних колоніях, створюються необхідні житлово-побутові умови, які відповідають правилам санітарії та гігієни. Норма жилої площі на одного засудженого не може бути меншою за чотири квадратні метри, а в деяких випадках — за п'ять квадратних метрів. Засуджені забезпечується індивідуальним спальним місцем, постільним майном, одягом, білизною і взуттям. Деяким групам засуджених вказані послуги надаються безкоштовно. Норми харчування до засуджених до ПВ встановлюються Кабінетом Міністрів України. З дозволу адміністрації засуджені можуть користуватися додатковими послугами та предметами за власний рахунок.
В місцях позбавлення волі створюються необхідні лікувально-профілактичні заклади, туберкульозні та інфекційні ізолятори. Лікувально-профілактична та санітарно-протиепідемічна робота проводиться відповідно до законодавства про охорону здоров'я. Засуджені зобов'язані виконувати правила особистої і загальної гігієни, вимоги санітарії. До засуджених, які мають хворобу, небезпечну для оточуючих, адміністрація може застосовувати примусові заходи медичного характеру та примусове лікування.
У разі відмови засудженого від їжі у встановлених випадках на підставі ухвали суду може бути застосоване примусове годування.

### Особливості відбування покарання жінками
При виправних колоніях, де відбувають покарання у виді ПВ жінки, створюються будинки дитини. Туди жінки можуть поміщати свою дитину до досягнення нею трьох років. Спілкування з дитиною дозволяється без обмежень. Матері-годувальниці і вагітні жінки можуть одержувати передачі в кількості й асортименті, які визначаються медичним висновком. За згодою матері діти можуть передаватися родичам чи (за згодою органу опіки і піклування) іншим особам; коли дитина досягла трирічного віку, вона направляється до відповідних дитячих закладів; якщо строк матері трирічної дитини не перевищує одного року і вона старанно виконує свій материнський обов'язок, адміністрація виправної колонії може продовжити термін тримання дитини в будинку дитини при виправній колонії.
У разі сумлінного ставлення до праці та дотримання режиму в колонії жінкам може бути надано дозвіл на проживання за межами виправної колонії на час вагітності, пологів та до досягнення дитиною трирічного віку. В цьому разі жінки оселяються поблизу колонії, перебуваючи під наглядом адміністрації колонії. Вони можуть мати цивільний одяг, без обмежень листуватися, отримувати передачі і бандеролі, користуватись мобільним зв'язком, витрачати гроші, вільно пересуватися в межах визначеної території, поміщатися в лікувальні заклади у зв'язку з вагітністю і пологами, мати харчове, комунально-побутове та інше забезпечення. 
У разі систематичного або злісного порушення режиму жінки повертаються до виправної колонії.
Жінки не можуть утримуватися в колоніях максимального рівня безпеки. Жінки, засуджені до довічного позбавлення волі, утримуються в колоніях середнього рівня безпеки.

### Особливості відбування покарання неповнолітніми

Урок у Бережанській виховній колонії

Неповнолітні відбувають покарання у виді позбавлення волі у виховних колоніях. Там вони мають право: витрачати гроші без обмежень їх кількості; отримувати короткострокові побачення без обмежень та один раз на місяць тривале побачення; безкоштовно отримувати середню освіту. При сумлінній поведінці і ставленні до праці та навчання після відбуття не менше 1/4 частини строку засудженим може бути додатково дозволено отримувати один раз на три місяці короткострокове побачення за межами виховної колонії.
До засуджених неповнолітніх можуть застосовуватися всі заходи заохочення, які застосовуються для дорослих. Крім цього, додатково можуть застосовуватися: надання права відвідування культурно-видовищних та спортивних заходів за межами виховної колонії в супроводі працівника колонії (лише тих заходів, що проводяться до двадцятої години); надання права виходу за межі виховної колонії в супроводі близьких родичів на вісім годин.
До засуджених неповнолітніх можуть застосовуватися такі заходи стягнення:
- попередження;
- догана;
- сувора догана;
- скасування поліпшених умов тримання;
- поміщення в дисциплінарний ізолятор на строк до п'яти діб з виведенням чи без виведення на навчання або роботу.

Неповнолітні засуджені, що досягли 18-річного віку, переводяться до виправної колонії мінімального рівня безпеки із загальними умовами тримання. У деяких випадках, з метою закріплення результатів виправлення, завершення навчання тощо засуджені можуть залишатися у виховних колоніях до закінчення строку покарання, але не довше, ніж до досягнення ними 22 років. На цих засуджених поширюються умови відбування, норми харчування та матеріально-побутового забезпечення, встановлені для неповнолітніх. Умови праці встановлюються законодавством про працю.
Для надання допомоги адміністрації виховної колонії у виправленні, захисту, влаштування неповнолітніх засуджених після виправлення тощо можуть створюватися піклувальні ради та батьківські комітети.

## Праця засуджених
Засуджені до ПВ мають право працювати в місцях і на роботах, які визначає адміністрація колонії; засуджені, які мають заборгованість за виконавчими документами, зобов'язані працювати. Праця здійснюється на добровільній основі на підставі цивільно-правових або трудових договорів між засудженим і роботодавцем, які погоджуються адміністрацією колонії. Засуджені не мають права припиняти роботу з метою вирішення конфліктів. Без оплати праці вони можуть працювати лише на роботах з благоустрою колоній, поліпшення житлово-побутових умов засуджених та на роботах із забезпечення колоній продовольством в порядку черговості, в неробочий час і не більше 2 годин на день.
Засуджені не працюють на посадах, пов'язаних з матеріальною відповідальністю (п. 1.3 Інструкції про умови праці та заробітну плату засуджених до обмеження волі або позбавлення волі [Архівовано 22 лютого 2014 у Wayback Machine.]), а також:
- на всіх роботах і посадах, де розміщується персонал з охорони установ виконання покарань;
- у приміщеннях, де розміщені зброя, спеціальні засоби, система сигналізації для попередження втеч, система контролю доступом, службова документація;
- на роботах, пов'язаних з устаткуванням для розмножування документів, телеграфною і телефонною технікою;
- на посадах продавців, бухгалтерів-операціоністів, касирів, завідувачів продовольчих та речових складів, комірників;
- на роботах, пов'язаних з обліком, зберіганням та видачею лікарських засобів;
- на роботах, пов'язаних з обліком, зберіганням і видачею отруйних і вибухових речовин;
- як фотографів, зубопротезистів, водіїв легкових та оперативних автомобілів і мотоциклів;
- на роботах, пов'язаних з обслуговуванням та ремонтом технічних засобів охорони і нагляду, обробкою контрольно-слідової смуги;
- на посадах з підпорядкуванням вільнонайманих працівників;
- на роботах, пов'язаних з наданням медичної допомоги. (п. 2 розділу XVII Правил внутрішнього розпорядку установ виконання покарань).

Праця засуджених повністю регулюється чинним законодавством про працю. Їхній робочий тиждень не може перевищувати норму тривалості робочого часу, встановленого Кодексом законів про працю України.
Праця осіб, засуджених до ПВ, оплачується відповідно до її кількості та якості. У виправних колоніях на особовий рахунок засуджених зараховується п'ятдесят відсотків зарплати, особам, які мають заборгованість за виконавчими документами — двадцять п'ять відсотків.
З нарахованого заробітку засуджених відшкодовується вартість харчування, одягу, взуття, білизни, наданих послуг; ці відшкодування провадяться після відрахування податку на доходи фізичних осіб й аліментів.
Засуджені мають право на пенсійне забезпечення за віком, по інвалідності тощо. З пенсії утримуються кошти на утримання засудженого в колонії, але не менше п'ятдесяти відсотків пенсії зараховується на особовий рахунок засудженого. Час роботи зараховується у стаж роботи для призначення трудової пенсії після звільнення, за умови сплати страхових внесків до Пенсійного фонду України. Засуджені, що втратили працездатність під час відбування покарання, мають право на компенсацію шкоди та пенсію.

## Відповідальність засуджених
- Дисциплінарна. Полягає у застосуванні дисциплінарних стягнень до порушників режиму відбування покарання. Поміщення в карцер, дисциплінарний ізолятор чи одиночну камеру є крайніми заходоми впливу і застосовуються лише у виняткових випадках, коли інші заходи впливу безуспішні.
- Матеріальна. За заподіяні під час відбування покарання збитки засуджені несуть матеріальну відповідальність, яка полягає у відшкодуванні цих збитків; їх розмір і порядок стягнення встановлюється законодавством про працю (якщо збитки заподіяні на робочому місці), цивільним законодавством або кримінальним законодавством (якщо збитки заподіяні вчиненням злочину).
- Кримінальна. Настає за статтею 393 Кримінального кодексу України в разі втечі засудженого з-під варти; за злочини, вчинені під час перебування в колонії, вони підлягають відповідальності на загальних підставах.

## Різноманітність колоній
Існують виправні колонії мінімального, середнього та максимального рівня безпеки. Після відбуття не менше 1/3 строку (у колонії мінімального рівня безпеки) або не менше 1/2 строку (у колонії середнього або максимального рівня безпеки) при сумлінній поведінці і ставленні до праці засуджені, які тримаються в дільниці ресоціалізації, мають право на поліпшення умов тримання.
- У виправних колоніях мінімального рівня безпеки з полегшеними умовами тримання встановлюється режим, аналогічний режиму для засуджених, які тримаються в дільниці соціальної реабілітації.
- У виправних колоніях максимального рівня безпеки існує поділ на житлові приміщення і приміщення камерного типу. Засуджені, що тримаються в приміщеннях камерного типу, мають право на щоденну прогулянку тривалістю в одну годину.
- У житлових приміщеннях колоній максимального рівня безпеки тримаються: чоловіки, засуджені за умисні особливо тяжкі злочини; чоловіки, яким покарання у виді смертної кари чи довічного позбавлення волі замінено позбавленням волі на строк у порядку помилування; чоловіки, яким покарання у виді довічного позбавлення волі замінено позбавленням волі на певний строк за правилами заміни покарання більш м'яким; чоловіки, засуджені за вчинення двох злочинів у будь-якій послідовності з низки злочинів, передбачених статтею 140 КВК України. 
У приміщеннях камерного типу тримаються: чоловіки, засуджені до покарання у виді довічного позбавлення волі; чоловіки, яким покарання у виді смертної кари замінено довічним позбавленням волі; чоловіки, засуджені за вчинення умисного особливо тяжкого злочину; чоловіки, засуджені за здійснення та поширення злочинного впливу, організацію та участь у злочинному зібранні (статті 255, 2551, 2552 КК)чоловіки, засуджені за вчинення умисного тяжкого або особливо тяжкого злочину під час відбування покарання у виді позбавлення волі; чоловіків, засуджених до позбавлення волі за один з низки особливо тяжких злочинів, передбачених статтею 140 КВК України; чоловіки, переведені з колоній середнього рівня безпеки.

## Статистичні дані
Станом на 1 січня 2023 року в Україні 24 494 особи відбувають покарання у виді позбавлення волі у виправних і виховних колоніях (а також перебувають у лікувальних закладах при цих установах). З них знаходяться в колоніях:
- мінімального рівня безпеки — 1346 осіб;
- середнього рівня безпеки — 19 439 осіб;
- максимального рівня безпеки — 1907 осіб;
- для тримання жінок — 1086 осіб;
- в спеціалізованих лікувальних закладах — 0 осіб;
- в лікувальних закладах при виправних колоніях та слідчих ізоляторах — 670 осіб.

У виховних колоніях відбувають покарання 46 осіб..
У період 2015–2019 років найбільш поширеними кримінальними правопорушеннями , за які було засуджено винних осіб, були кримінальні правопорушення проти власності (понад 50 % засуджених).
У січні 2020 року на 100 тис. населення припадало 126 осіб, що перебувають за ґратами.

## Критика українських місць позбавлення волі
- В українських виправних колоніях, за даними Міністерства охорони здоров'я, найбільше хворих на туберкульоз.[13][14]
- У виправних колоніях України систематично знущаються над засудженими, катування в місцях позбавлення волі — звичайна справа.[15][16][17]
- В місцях позбавлення волі часто трапляються самогубства. В'язні не витримують велику кількість стресів, напружену атмосферу у відносинах з іншими в'язнями, знущання з боку адміністрації.[18]
- В українських в'язницях відсутнє необхідне медичне обслуговування.[19]
- Серед посадових осіб, які працюють у виправних і виховних колоніях «процвітають» корупція та хабарництво. За гроші вони допомагають засудженим звільнитися достроково, незаконно надають їм додаткові привілеї, як незлочинні (додаткове побачення, можливість витрачати більше грошей тощо), так і злочинні (наприклад, незаконну передачу наркотичних засобів в'язням).[20][21][22][23][24]
- У виправних колоніях незадовільне санітарно-побутове, матеріальне, харчове та медичне обслуговування.[25]
- Існує багато нарікань на перенаповнення місць позбавлення волі, оскільки через недостатнє фінансування унеможливлює вирішення цієї проблеми шляхом будівництва нових місць ув'язнення.[26]
- Незважаючи на передбачену Кримінально-виконавчим кодексом можливість переведення з однієї дільниці виправної колонії до іншої, на практиці це зробити, посилаючись на норми закону, складно.[27]
- Закріплені теоретично рівність засуджених, мета кримінального покарання, принципи законності, справедливості тощо не виконуються на практиці. Перевиховання засуджених в українській пенітенціарній системі майже неможливе.[28]
- Протягом тривалого часу громадськість та засоби масової інформації наголошують на необхідності реформування кримінально-виконавчої системи,[29] але насправді реформи в установах позбавлення волі ще й не починалися.[30]